# 10월의 이변

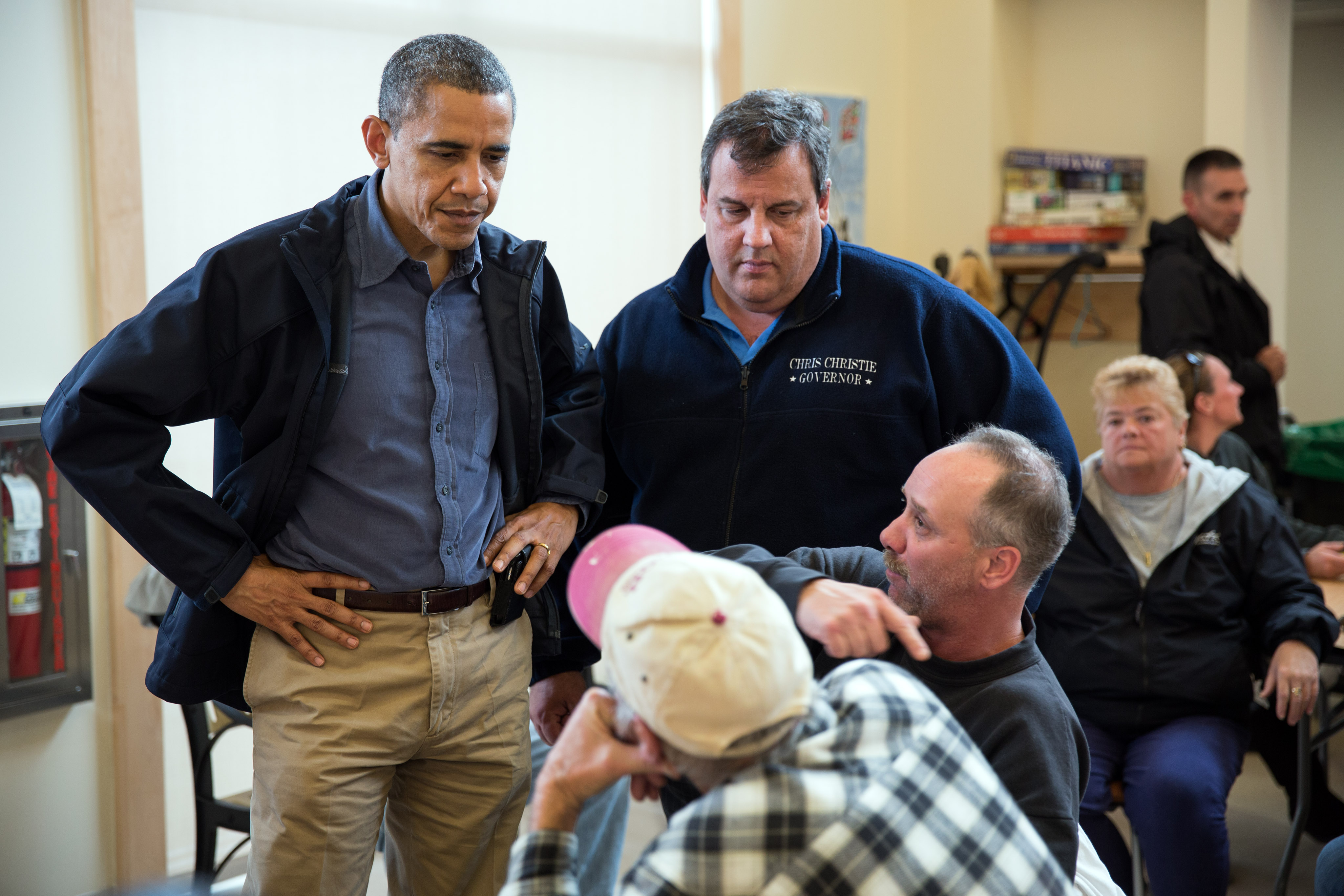
허리케인 샌디가 미국 동부를 강타하자 버락 오바마 대통령이 뉴저지주지사 크리스 크리스티와 함께 피해자들과 대화하고 있다. 2012년 대선에서 밋 롬니에게 밀리던 오바마는 허리케인 샌디에 대한 대처로 분위기를 반전시켰다.

10월의 이변(10月의 異變, 영어: October surprise 옥토버 서프라이즈[*])은 미국의 은어로 대통령 선거 막판에 발생하는 사건을 지칭한다. 이 용어는 1972년 대선에서 공화당의 리처드 닉슨과 민주당의 조지 맥거번이 겨뤘을 때 닉슨이 '베트남 전쟁 종전설'을 주장하면서 생겨났다. 당시 국가안보 보좌관이었던 헨리 키신저는 "우리 생각에 평화가 우리 손에 있다"고 말하면서 닉슨의 압승에 기여하였다. 이후 대선 막판에 벌어지는 사건들을 '10월의 이변'으로 부르게 되었다. '10월의 이변'의 예로는 1980년 대선에서 이란 대사관 인질 석방설, 2004년 대선에서의 오사마 빈 라덴의 공개 영상, 2012년 대선에서의 허리케인 샌디, 2016년 대선에서의 FBI 힐러리 이메일 재수사 발표 등이 있다.